# Natahoyo
Natahoyo är en ort i Spanien.   Den ligger i provinsen Province of Asturias och regionen Asturien, i den norra delen av landet, 400 km norr om huvudstaden Madrid. Natahoyo ligger 10 meter över havet och antalet invånare är 20 000.
Terrängen runt Natahoyo är kuperad söderut, men åt nordväst är den platt. Havet är nära Natahoyo åt nordost. Runt Natahoyo är det tätbefolkat, med 383 invånare per kvadratkilometer. Närmaste större samhälle är Gijón, 1,8 km öster om Natahoyo. Omgivningarna runt Natahoyo är en mosaik av jordbruksmark och naturlig växtlighet.